# バイクメ〜ン
『バイクメ〜ン』（ばいくめ〜ん）は、望月峯太郎による日本の漫画作品。実際の表記は「〜（波線）」部分が2文字強の長さである。

## 概要
講談社『週刊ヤングマガジン』にて1989年第36号より1990年第52号にかけて連載された。単行本は講談社ヤンマガKCスペシャルより全4巻。各話のタイトルは古今東西の有名な歌のタイトルから援用したものとなっており、また、全編通してバイクと音楽（主にロックンロール）と若者を軸にしてストーリーが展開する。登場するキーワードはいずれも1950年代のものが多く、作者の強い拘りが感じられる内容となっている。
大まかに第1部と第2部に分かれており、第1部ではややコメディタッチに物語が展開し、第2部では一転してシリアスな内容となる。現実世界での出来事として描かれているが、全編通して寓話的でファンタジックな「現代のおとぎ話」とでも呼べる内容になっている。また、懐古主義や流行の変化に対するひとつの答えを提示している。

## あらすじ
ロッカーズ華やぎし1950年代の英国、ロックンロールとバイクを愛する青年が死んだ。時は過ぎ、バブル華やぎし1980年代末の日本、スクラップ工場を経営する本木“ファッツ”ひろみは中年も半ばを過ぎながら未だにロックンロールとバイクに人生を捧げ生きていた。

## 登場人物
ボニー
1950年代に青春を謳歌していたカフェレーサーの若者。イギリスはロンドン・ソーホー生まれの英国人。正確な本名は不明。髪は黒、瞳の色は青。コッテリとポマードで固めたリーゼントと無数のピンズで飾ったライダースジャケットがトレードマーク。愛車はトライアンフT120ボンネビル。クネクネと小回りの利く「モンローライド」と称されるほどの運転技術の持ち主で、飛び出しナイフの扱いにも長けている。身体能力は高いが三半規管が弱いらしい。
非常に寡黙で無愛想、ケンカが滅法強い傍若無人な乱暴者。ニヒルで厭世的な性格だが些細なことで逆上することもある。多くは語らないが、自己顕示欲が強く見栄っ張りで苦境にあっても変に堂々としている。バッキンガム宮殿の屋上に登り3日3晩降りてこなかったという逸話も。
拘りのリーゼントとライダースを捨て、サラサラヘアにポロシャツという爽やかな格好を披露したエピソードもあるが、意外と本人も満更ではない雰囲気であった。
バイク愛好家の間ではT120ボンネビルのことを「ボニー」と愛称する場合があり、ボニーの名前は人間とバイクのダブルミーニングになっていると言える。
ドトキン
1950年代の英国のカフェレーサー。英国人だと思われる。正確な本名は不明。ウェーブのかかったリーゼントに頬骨に沿って生やしたモミアゲ（髭？）と唇を縦に裂くような傷、全身タトゥーと傷跡で覆われた一見して尋常の者ではないと判断できる怪人物。ボニーを目の敵にしている。愛車はノートン650SSで、ノートン・クラシックに乗っているシーンもある。
自覚するほどのサディストで激情家、怒りにまかせて安易に暴力を振るうなど非常に好戦的。幼少の頃から動物を虐待するなどしており、自分自身でも異常な人間であることを認めている。他人の苦しむ様や困惑する様を好み、徹底的に痛めつけることに喜びを感じる。まさに悪漢と呼ぶに相応しい男である。ボニーのことを激しく憎悪しており、その命を付け狙う。
リンダ
かつてのボニーの恋人。ただし物語を読む限り、交際していたというよりはリンダが一方的にボニーを慕っていたようである。ボニーはリンダの好意を疎ましく思っていたが、後にリンダの深い愛情を知ることとなった。
リンダの娘
リンダに生き写しの実娘。高校生。父親は日本人であるらしい。リンダに似ているため彼女もリンダと呼ばれているが本名は不明。母リンダの人生をメチャクチャにした原因であるボニーのことを憎んでいる。

### 本木家の人々
本木“ファッツ”ひろみ（もとき ふぁっつ ひろみ）
日本の首都圏にある架空都市「浜市」にてスクラップ業を営む中年男性。ファッツと呼ばれている。ずんぐりとした肥満体だが、派手な衣服にアクセサリーを身に付け、スポーツカーやバイク、ロックンロールを大切にし続ける永遠のティーンエイジャーである。髪型もロッカーズを自称するだけあって見事なリーゼントに決めているが、実は脱着式のカツラである。そのため指で小突かれた程度で向きが変わってしまうことも。実際の頭髪は非常に寂しいことになってしまっている。鈍重そうな見た目に反して、若者がたじろぐほど激しいギタープレイをしたり、容易にバック転をするなど身体能力は高い。若かった頃は愛用のバイクを乗り回していたと思われる。
やや身勝手ながらも家族思いだが、それ以上にロッカーズとしての生き方に拘っている。それが多感な年頃の娘リカコには理解できない。リカコが自分のことを少々疎ましく思っていることを知っているがゆえに一層「家族のスキンシップ」を求めるファッツであるが、多くの父娘がそうであるように、なかなか溝は埋まらずファッツは苦悩する。
本木理果子（もとき りかこ）／リカコ
ファッツの娘。本木家の次女。地元の高校（一高と呼ばれている）に通っている。同じ高校の卒業生である姉マリコのせいで不良グループの一員として学校から目をつけられているらしい。やや気難しく年齢の割に冷めた目で世の中を見ているところもあるが、いたって一般的な普通の女子高生である。
家族を顧みず、自分のポリシーが命ずるままに好き勝手に生きている（ようにリカコには見える）父ファッツを理解することができず、思い悩む。
本木真理子（もとき まりこ）／マリコ
ファッツの娘。本木家の長女。破天荒な父に似たのか、自由奔放に生きる22歳の女性。職業はコンパニオン。毎夜のように街に繰り出し遅くまでディスコで踊り狂っている。玉の輿に乗るという野望を秘めている。
サバサバした性格で、本木家のことを「冷えた家庭」と自嘲する。高校時代は非常に荒れていたらしく今なお伝説として語り継がれている。そのせいでリカコまで不良だと周囲から思われているらしい。
母（はは）
ファッツの妻。リカコらの母。作中のセリフによると前年に亡くなった。マリコ曰く、母親が死んだため父親の歯止めが利かなくなったとのこと。ファッツとは10代からの付き合いで、若かりし日の写真にバイクとファッツともども写っていることなどから、ファッツにとっては最高の理解者だったと思われる。

### その他
ロックの神（ロックのかみ）
ロックンロールの神を自称する存在。しかしながらその姿は頭部にリーゼントヘアの生えた有翼の骸骨であり、神と言うよりも悪魔のそれである。言動もボニーやドトキンを追いつめるような内容に終始する。その正体は物語の描写を素直に読む限り、あの有名ロックンローラーだと思われる。

## バイク人間
呼んで字の如くバイクと一体化した人間のことである。作中ではボニーとドトキンが該当する。バイクと人間の姿を自由にとることができ、バイク態の時は無人のまま自律走行することができる。大まかに言うとヘッドライトとメーター周りが頭部、フレーム構成部分が骨格や胴体、エンジン周りが心肺、前後輪が手足に相当するようだ。ゆえにバイク態の時に損傷すると、人間態の時には当該部分にダメージを残すことになる。負ったダメージは部品を交換したり整備することにより治る。
また、人間態の時も見た目こそ普通の人間ではあるがバイクとしての機能を色濃く残しており、ガソリンやオイルを口から飲み、排気ガスも排出し続ける。ボニーには腹部に鍵穴があるらしく、それをキーでオフにすれば人間態であってもエンジンが止まり動けなくなる（死ぬわけではない）。最終盤、人間態の時に角砂糖を飲み込んでしまったドトキンはバイク態で走行中にエンジンが焼き付きタイヤをロックさせた。
ボニーは顔だけ人間態にしたままバイク化することがあり、また、人間態でありながら側頭部からミラーを突き出させた状態でいることも多い。終盤、非常にシリアスに展開する作中において、冷静に考えるとシュールとしか言いようのないヴィジュアルである。
バイク人間は何ら明確な説明がないままに唐突に登場する。それは「ロックの神」の言うところによれば、「ロックンロールのマジック」であり、一種の契約や呪いのようなものと思われる。